# Càrpatos
Càrpatos (en grec: Κάρπαθος; Homer l'anomena Κράπαθος, Cràpatos; en italià: Scarpanto) és una illa grega del grup del Dodecanès, situada entre Creta i Rodes. Té una superfície de 324 km² i una població d'uns 2.788 habitants.
Administrativament, conforma una unitat perifèrica juntament amb l'illa de Kasos i altres illes i illots del voltant, i està constituïda com un dels dos municipis de la regió (essent l'altre Kasos).

## Geografia
Càrpatos està situada entre Creta i Rodes, a l'anomenat Mar de Càrpatos (grec: Καρπάθιο πέλαγος; grec antic: Καρπάθιον πέλαγος, llatí: Carpathium mare). Té una superfície de 324 km² i el seu punt més elevat és la muntanya de Lastos, a 1.215 (el cim s'anomena Kalí Limni). L'illa és principalment muntanyosa, amb molts barrancs i poc arbrada.
La capital de l'illa i port principal és Pigàdia, d'ençà de 1892, i s'anomena també Càrpatos d'ençà de 1953. Les altres poblacions més importants són les següents (de nord a sud):
- Diafani, el segon port
- Ólimbos
- Spoa
- Mesokhori
- Volada
- Aperi, l'antiga capital
- Othos
- Pyles
- Menetés
- Finiki
- Arkasa

## Història
A l'antiguitat, es deia que havia estat sotmesa al rei Minos de Creta. Càrpatos fou envaïda pels doris, i en època històrica els seus pobladors eren de raça dòrica (per bé que sembla que pervivia una comunitat prehel·lènica). Segons el Catàleg de les naus de la Ilíada, els habitants de Càrpatos van anar a la guerra de Troia juntament amb Nisiros, Casos, Cos i les Illes Calidnes.
Càrpatos era una illa amb quatre comunitats polítiques o polis, de les quals dues es coneixen bé i les altres són més dubtoses. A l'extrem sud de l'illa, situada a la costa oest, hi havia la ciutat d'Arcessea o Arcasea (grec antic: Ἀρκέσσεια o Ἀρκάσεια), vora l'actual vila d'Arkasa, al cap de Paleokastro. A l'extrem nord, situat a la costa oest, hi havia Bricunt (grec antic: Βρυκοῦς), vora les esglésies de Santa Marina i Sant Joan. Les fonts epigràfiques indiquen insistentment l'existència d'una tercera ciutat, anomenada simplement Càrpatos, de la qual no s'ha pogut localitzar el centre urbà; no obstant això, vora l'actual Pigàdia hi ha les restes d'una ciutat, que s'identifica amb el port de Potidèon (grec antic: Ποτίδαιον), i que es podria relacionar amb la polis de Càrpatos, bé tractant-se del seu port, bé tractant-se d'un nom alternatiu tardà. Finalment, consta l'existència de la comunitat dels eteocarpatis, políticament independents de les altres polis (si més no al segle v aC), i que sembla que es tractaria dels pobladors de Càrpatos anteriors a l'arribada dels grecs doris; com que no s'ha localitzat cap centre urbà, s'ha pensat que podrien habitar dispersos per l'interior de l'illa.
Amb el temps, Càrpatos va caure sota la influència de Rodes, i cap al segle iv aC va passar a dependre'n políticament. A partir d'aquest període, deixa d'haver-hi monedes de Càrpatos i totes passen a ser de Rodes. Més tard, al 42 aC, va ser incorporada a Roma.
Del segle vii i fins al x, Càrpatos va ser objecte d'atacs dels pirates que varen causar l'abandonament de les poblacions principals, totes costaneres, i els habitants es van retirar cap a les muntanyes. D'aquesta època daten les poblacions actuals de l'illa, gairebé totes interiors. Després d'uns segles de domini italià, el 1538 va ser incorporada a l'Imperi Otomà. El 1821 es va revoltar contra els otomans, però el tractat del 1830 la va mantenir sota domini otomà. El 1912 va passar a formar part del domini italià al Dodecanès, juntament amb altres illes, i no es va incorporar a Grècia fins al 1948, després de la Segona Guerra Mundial.

## Galeria

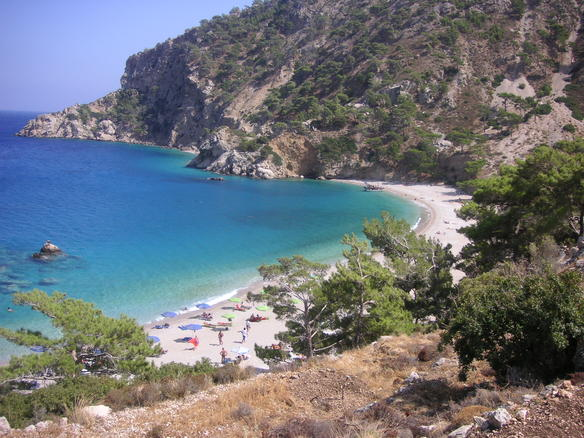
Platja d'Apel·la
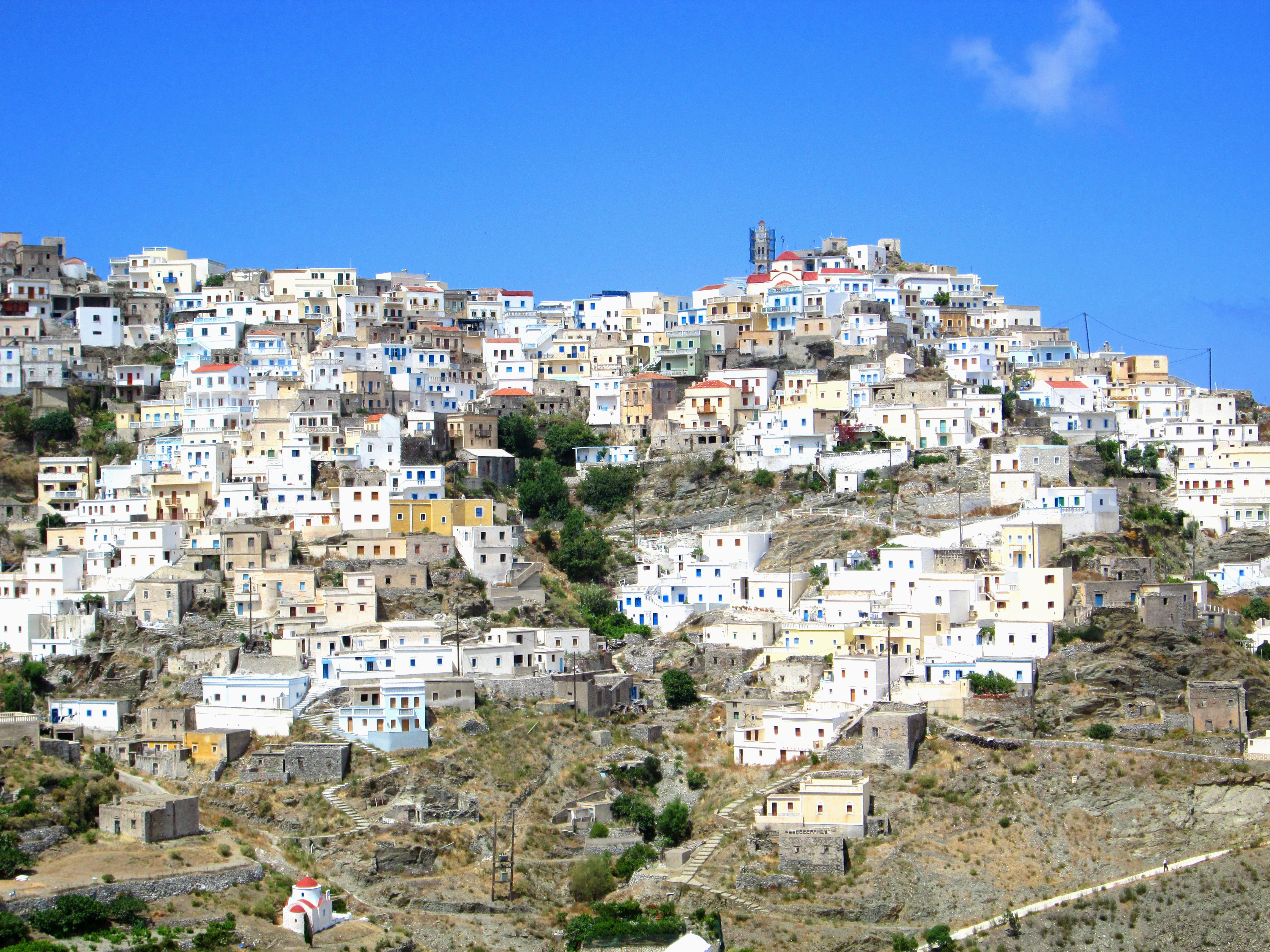
Ólimbos
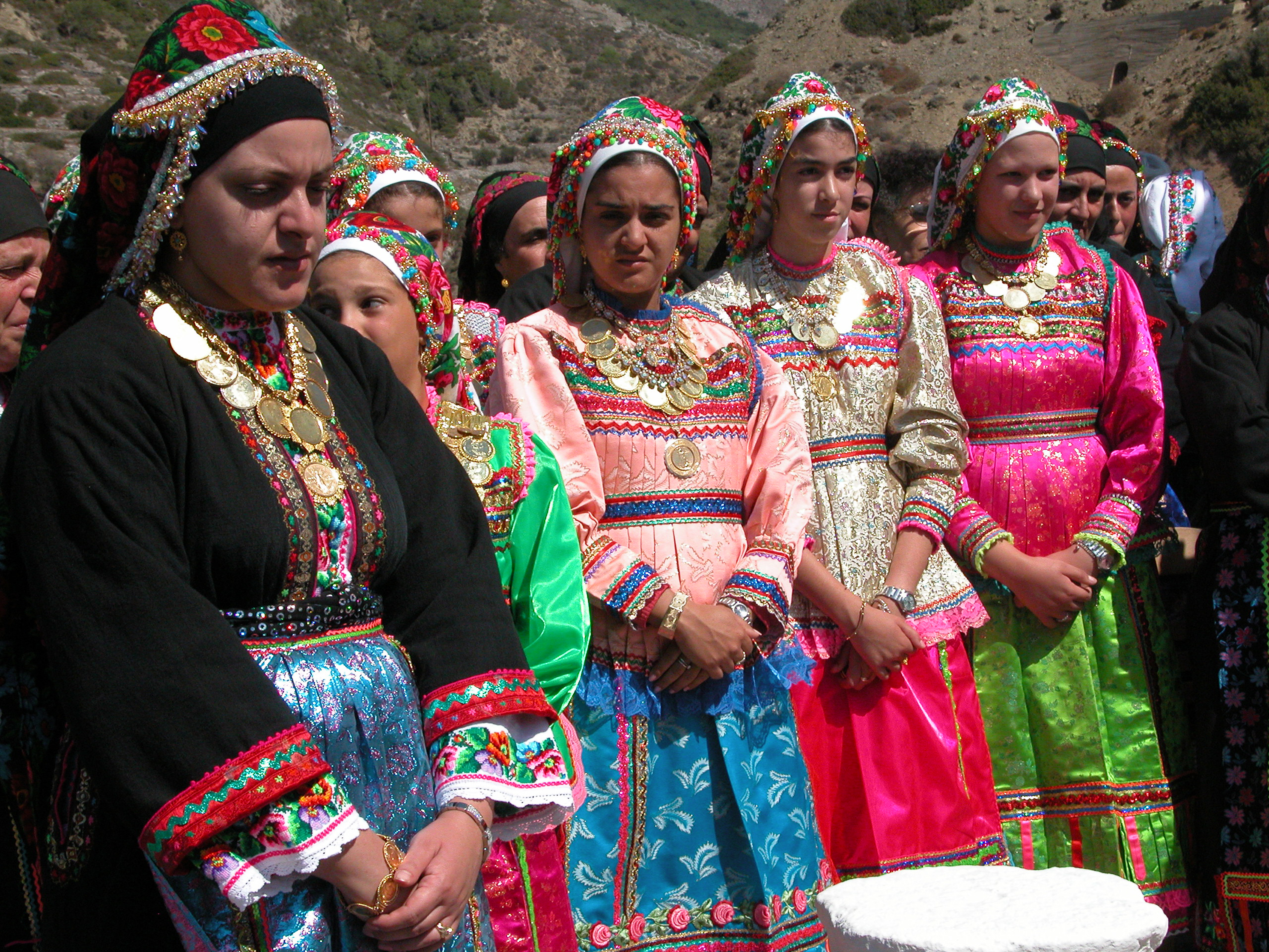
Dones per la festa de la Mare de Déu a Ólimbos
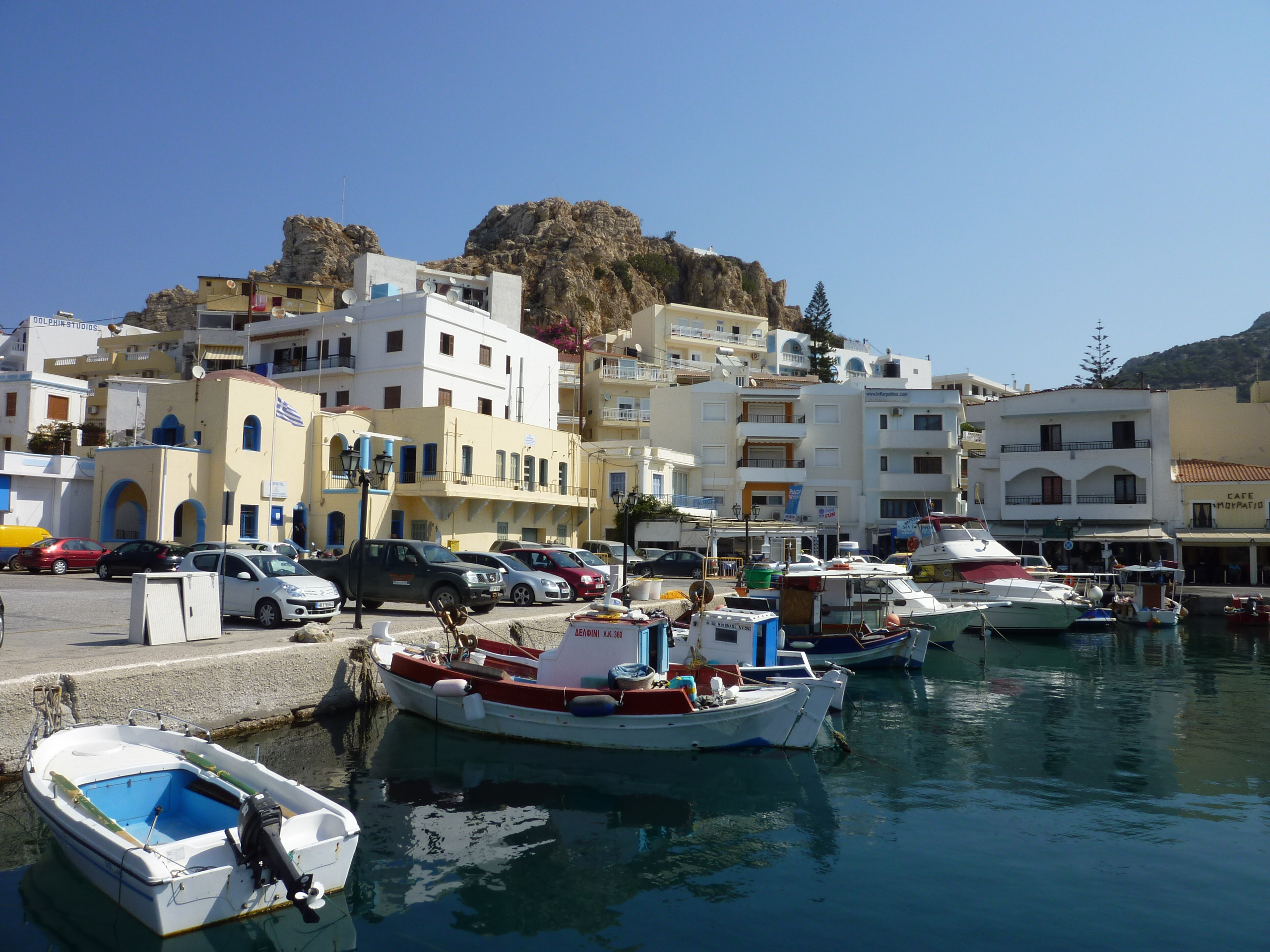
Pigàdia
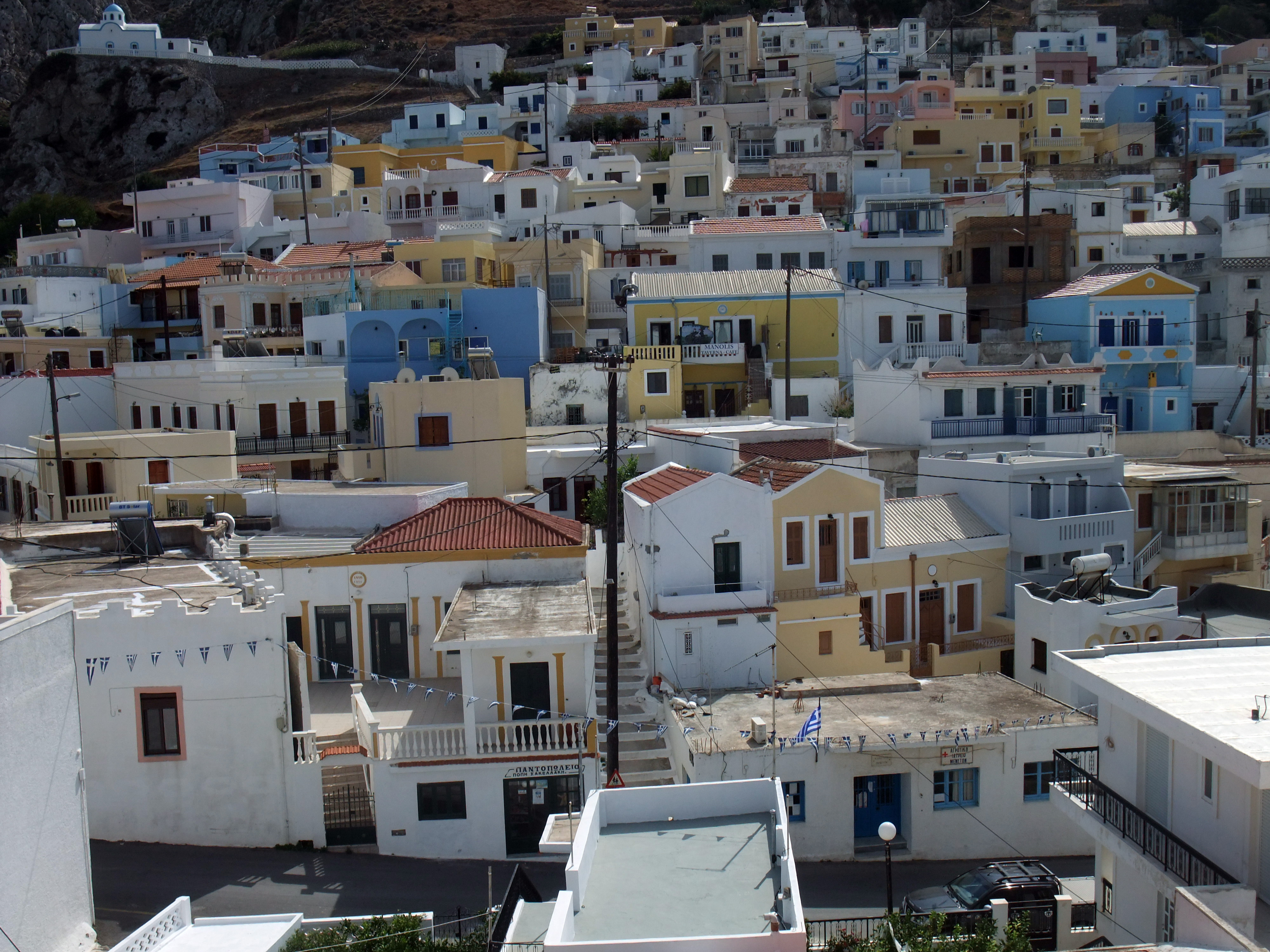
Menetés
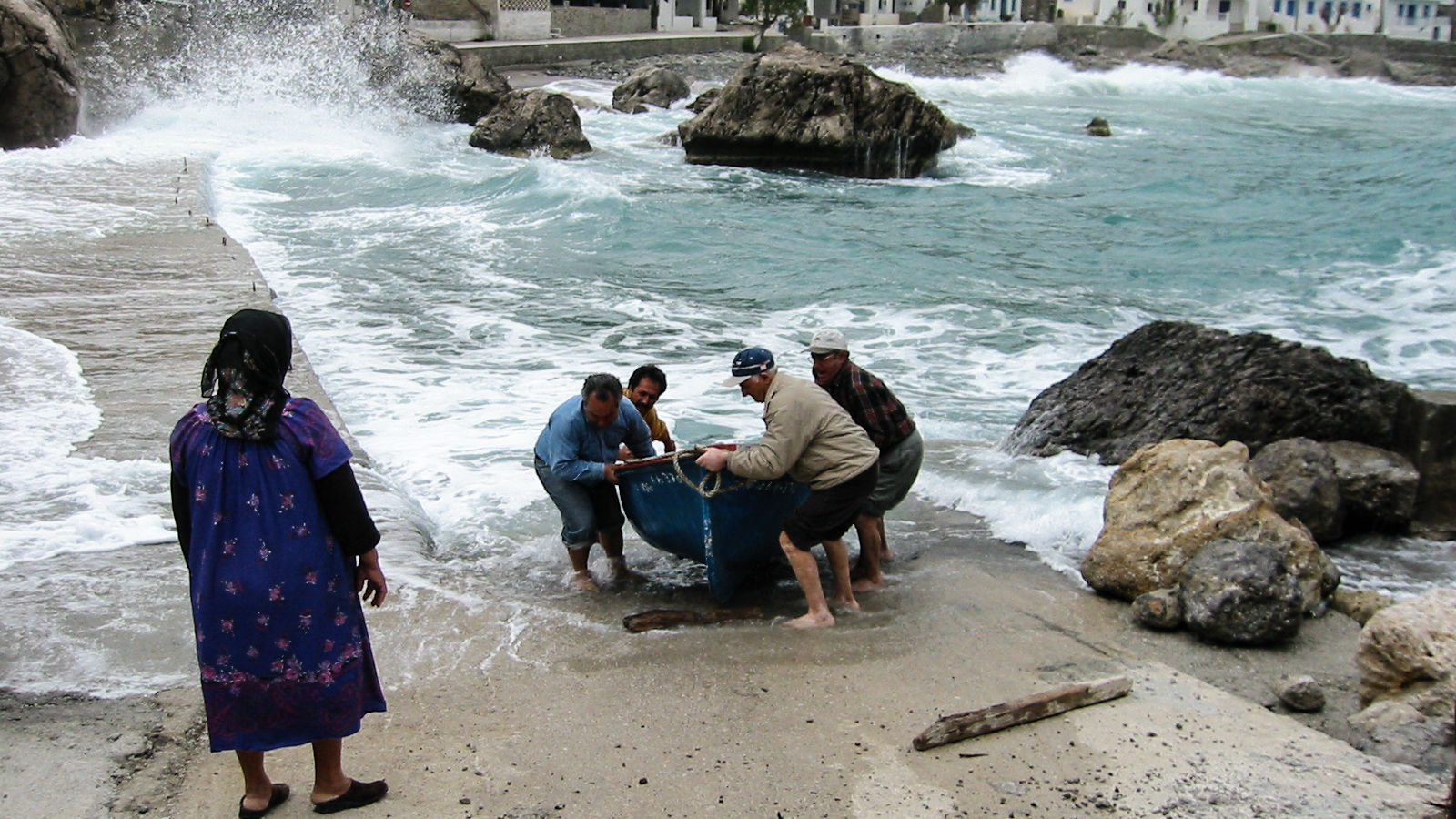
Pescadors entrant les barques a Àgios Nikólaos (Spoa)
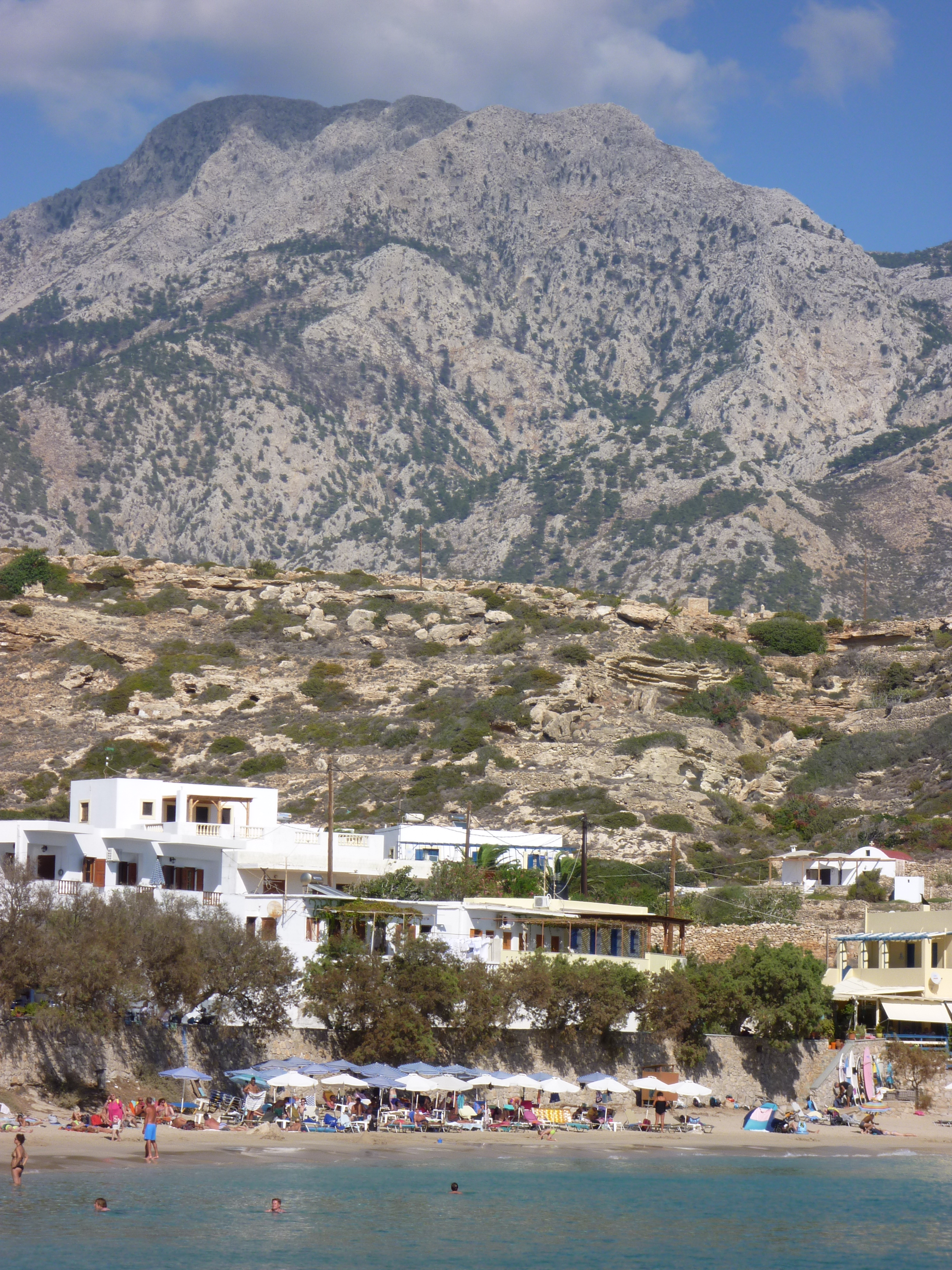
El Lastos vist de la platja de Lefkós